# سیبه
سیبه یا سیبا واژه‌ای مهجور در زبان  فارسی است؛ به معنی شهر دارای حصار و بارو. این واژه به قولی از زبان ترکی آمده است. همچنین سیبه Sibah به معنای قلعه یا دیواری از چوب و علف دور قلعه یا شهر را گویند. سنگر دور شهر و قلعه را نیز سیبه گفته اند. در برخی لهجه ها به معنای کوچه نیز آمده است. 

## محلات بنام سیبه در ایران
سیبه نام قدیم دهستان کوخرد در بخش کوخرد شهرستان بستک استان هرمزگان  و نام محل تاریخی در روستای ولاشان  از توابع استان اصفهان ایران است.

## پیشینه تاریخی
پیشینه تاریخ این سیبه قدیم را پنج هزار سال دانسته‌اند. در کوخرد دژ بزرگی به نام قلعه سیبه وجود دارد. همچنین نام گرمابه‌ای در کوخرد حمام سیبه بوده و نام درخت کهنسالی در آنجا «گز سیبه» است. همچنین سیبه نام محلی از ولاشان اصفهان است؛ شکل و بافت آن به گونه ایست که دور تا دور آن را جوی و نهر آب فرا گرفته و قلعه ای در آن وجود دارد؛ بیشترین شباهت به سیبه را داراست

## فهرست منابع و مآخذ
- محمدیان، کوخردی، محمد ، “ (به یاد کوخرد)  “، ج۱. ج۲. چاپ اول، دبی: سال انتشار ۲۰۰۳ میلادی.
- محمد، صدیق    «تارخ فارس»   صفحه‌های (۵۰  ـ  ۵۱  ـ ۵۲  ـ ۵۳)، چاپ سال ۱۹۹۳ میلادی.
- الکوخردی، محمد، بن یوسف، (کُوخِرد حَاضِرَة اِسلامِیةَ عَلی ضِفافِ نَهر مِهران Kookherd, an Islamic District on the bank of Mehran River) الطبعة الثالثة، دبی: سنة ۱۹۹۷ للمیلاد.